# Stazione di Scarlino
La stazione di Scarlino è una stazione ferroviaria situata a Scarlino Scalo, frazione del comune di Scarlino, in provincia di Grosseto.
È classificata nella categoria Bronze di RFI e dista circa 7 km dal centro di Scarlino.

## Storia
La stazione è entrata in esercizio il 5 dicembre 1900, quale nuova fermata lungo la ferrovia Pisa-Roma tra le stazioni di Follonica e di Gavorrano.

## Movimento
I treni sono di tipo Regionale e Regionale veloce. In totale sono circa quindici i treni che effettuano servizio in questa stazione e le loro principali destinazioni sono: Grosseto, Livorno, Campiglia Marittima, Firenze Santa Maria Novella e Pisa.